# 小行星2039
小行星2039（2039 Payne-Gaposchkin）是一颗围绕太阳公转的小行星。1974年2月14日，在哈佛大学天文台发现了此天体。
該小行星以英裔美國天文學家塞西莉亞·佩恩-加波施金命名。
这颗小行星的绝对星等为12.7等。